# روبرت شيران
روبرت شيران (بالإنجليزية: Robert Sheran)‏ (2 يناير 1916 - 25 يناير 2012) كان محامي وسياسي وقاضي أمريكي.